# Chlorophytum staudtii
Chlorophytum staudtii är en sparrisväxtart som beskrevs av Inger Nordal. Chlorophytum staudtii ingår i släktet ampelliljor, och familjen sparrisväxter. Inga underarter finns listade i Catalogue of Life.